# Districte de Saint-Lô
El Districte de Saint-Lô és un dels quatre districtes amb què es divideix el departament francès de la Manche, a la regió de Normandia. Té 11 cantons i 122 municipis. El cap del districte és la prefectura de Saint-Lô.

## Cantons
cantó de Canisy - cantó de Carentan - cantó de Marigny - cantó de Percy - cantó de Saint-Clair-sur-l'Elle - cantó de Saint-Jean-de-Daye - cantó de Saint-Lô-Est - cantó de Saint-Lô-Oest - cantó de Tessy-sur-Vire - cantó de Torigni-sur-Vire - cantó de Villedieu-les-Poêles